# Promlčeno
Promlčeno je český filmový thriller z roku 2022 s Karlem Rodenem v hlavní roli. Inspirován skutečnými událostmi – motivem je promlčená vražda – je film dějově zasazen do doby jeho vzniku. Scénář napsal Robert Sedláček, který jej též režíroval. Natáčení probíhalo roku 2020 převážně v noční Praze, částečně pak i v americkém Malibu. Jde o první snímek v české kinematografii, jenž se odehrává téměř v reálném čase. Žurnalistům jej představili 26. dubna 2022; premiéra, původně plánovaná na únor 2021, se kvůli uzavření kin v důsledku opatření proti koronavirové epidemii odehrála 28. dubna následujícího roku.

## Obsazení
| Karel Roden      | Radek Volner                         |
| Barbora Bočková  | Eva Sommerová                        |
| Igor Bareš       | JUDr. Martin Kříž                    |
| Karel Jirák      | vyšetřovatel Jirák                   |
| Vladimír Kratina | vyšetřovatel Majer                   |
| Denisa Barešová  | Eliška Vachková                      |
| Vilma Cibulková  | Anna Vachková, matka Elišky          |
| Arnošt Proschek  | Státní zástupce Soukup               |
| Pavel Lagner     | Brian, kamarád Radka                 |
| Michal Holán     | Michal Stránský, kolega Evy          |
| Justin Svoboda   | František Navrátil, vedoucí vysílání |
| Michal Dalecký   | rozhlasový technik Aleš              |
| Jiří Chum        | moderátor ČRo Radiožurnálu           |
| Julie Šurková    | produkční Tereza                     |
| Jiří Zapletal    | policista Šlajer                     |
| Eva Decastelo    | recepční                             |
| Ernesto Čekan    | Taxikář                              |

## Produkce
Producentem filmu Promlčeno se stal Jiří Tuček, někdejší nejmladší producent v historii českého celovečerního filmu: v pouhých 21 letech byl koproducentem české pohádky Řachanda, o rok později celovečerního filmu Pepa a Ceny za Štěstí režisérky Olgy Dabrowské. Jeho produkční společnost Donart production v roce 2021 vyrobila nebo financovala nejvíce filmových projektů na českém trhu; v současné době pracuje na nových projektech s tvůrci jako Jiří Havelka, Robert Sedláček, Alice Nellis, Jiří Sádek nebo britský režisér Paul Crompton.
Snímek měl specifické pozadí vzniku. Původní Promlčeno začal natáčet režisér Mirek Veselý, jeho producenti však nakonec natáčení nedokončili a námět předali k novému natočení společnosti Donart production.

## Distribuce
Hlavním distribuční kanálem filmu se stala síť českých kin a multikin v distribuci Bontonfilm; výhradní licenci na vysílání filmu v televizi získala Prima.

## Hudba a zvuk
Hudbu pro Promlčeno vytvářeli na zakázku nezávislé kapely a tvůrci Michal Rataj, Oskar Török a Luboš Soukup; zvuk obstaral Robert Slezák.

## Kritika
- Mirka Spáčilová, MF DNES  60 %[5]
- Stanislav Dvořák, Novinky  65 %[6]
- Kristina Roháčková, Studio Radiožurnálu  55 %[7]

## Zajímavosti z natáčení
- Zatímco Karel Roden většinu scén točil nejčastěji v autě, Barbora Bočková hrála v rozhlasovém studiu Radiožurnálu. Barbora Bočková také prošla před rolí kompletní vizuální proměnou.
- Ve filmu si zahrála pistole z filmů James Bond Jeden svět nestačí a Zítřek nikdy neumírá[4] ze soukromé sbírky producenta Jiřího Tučka.[8]
- Během natáčení filmu nechala produkce speciálně rozsvítit Pražský hrad v době, kdy bývá zhasnutý.[8]
- Karel Roden si mnoho svých dialogů přepisoval či upravoval. Také oblečení si vybíral sám, pohodlné pro cestování ke své roli, neboť na natáčení podobně jako jeho filmová postava přiletěl z USA. Na natáčení rovnou přijížděl oblečený v kostýmu své role a nikdy se nepřevlékal; Rodenovi se outfit tak zalíbil, že si část z něj od produkce dokonce za symbolickou částku po natáčení odkoupil.[8]
- Možnost hrát vedle Rodena získala Eva Decastelo těsně před natáčením, když nahradila youtuberku Barboru Votíkovou.[8]
- Jiří Chum a Tomáš Břínek spolu natočili improvizovaný rozhovor – diváci ve filmu uvidí jeho část, produkce uvádí, že celý rozhovor zveřejní po premiéře.[8]
- Tomáš Břínek (TMBK), přišel na natáčení po třídenní párty a od produkce požadoval léky proti kocovině.[8]
- Karel Jirák získal roli 4 dny před natáčením, původně měl jeho postavu hrát Rostislav Novák ml., který se pár dní před natáčením omluvil z osobních důvodů. Postava policisty se jmenovala již od začátku Karel Jirák a byla čistě shoda náhod, že roli Rostislav Novák odmítl a Karel Jirák ji přijal.[8]
- Nejnáročnější scénou byla ta poslední natáčecí (a současně poslední scéna celého filmu): na jednom pražském parkovišti pár dní před natáčením aktivovali místní provozovatelé fotobuňky, které rozsvěcovaly světla v celém areálu; pokaždé, když kolem proletěl pták, osvětlovači museli světla předělávat.[8]